# Evita Percances
Evita Percances / Super Abby es una serie de animación creada por las productoras españolas Forma Animada y Pizzel Studios que desde el 25 de junio de 2012 se está emitiendo en Canal Panda (España), también se emite o se ha emitido en Canal Sur (España), RTP (Portugal), NPO Zapp (Holanda), VRT Ketnet (Bélgica), Minika TV (Turquía), Serbia y Ucrania. El nombre original de la serie es Evita Percances pero ha sido emitida en varios países con los nombres "Super Abby", "Abby Careful" y "Bia Cautela".

## Historia
Evita es una niña muy responsable y gran lectora de cómics de super héroes, le gusta soñar que es una super heroína que protege a los que están cerca de ella y salva al mundo de los peligros que le acechan en divertidas aventuras. Sus acciones rápidas y un poco alocadas siempre provocan más de un estropicio.
Evita Percances es una serie de animación en 3D para televisión de entretenimiento educativo para niñas y niños de entre 6 y 9 años. El objetivo de la serie es el entretenimiento y el desarrollo integral del niño con contenidos educativos cuidadosamente estudiados por profesionales pedagogos, potenciando la autoestima, la dignidad y la responsabilidad de los niños, al mismo tiempo que divierte y estimula su imaginación y creatividad.
La serie enseña a los niños a evitar y prevenir situaciones potencialmente peligrosas y profundiza en diversos tipos de cuidados saludables y costumbres diarias típicas de su edad. Las situaciones, didácticas a la par que divertidas, se suceden de manera entretenida para los niños. Además, los capítulos están llenos de valores positivos como la igualdad de oportunidades, el respeto, la solidaridad, la importancia de la educación, la integración social o el valor de la amistad.
La serie producida en formato animación 3D y HD (alta definición), cuenta con 52 capítulos de 7 minutos cada uno, y en los países en los que ha sido emitida ha alcanzando importantes datos de audiencia, por ejemplo en Holanda alcanzó un 26% y en Bélgica 32% de cuota de pantalla en la franja de edad de 4 a 12 años. Además de la serie para TV, se está desarrollando y produciendo la película “Evita Percances Salva la Navidad” para distribución internacional, la seria también cuenta con una colección infantil de cuentos interactivos en varios idiomas para aplicaciones móviles disponibles en la librería de la plataforma PlayTales, en Google Play y Apple AppStore, entre otros. 

## Personajes
“Los Percances” son una familia muy simpática y algo despistada, su principal característica es su gran habilidad para meterse en líos y crear situaciones divertidas, esta familia se encuentra a menudo con peligros en su vida que son afrontados con inteligencia y buen humor. Evita, la hija mayor, está al tanto de todo lo que ocurre a su alrededor y, al grito de ¡peligro a la vista! o ¡Evita Percances! emula a sus super héroes favoritos y salva a sus padres, hermano, vecinos y amigos de las “fuerzas del mal” que invaden su entorno.
Evita Percances es la protagonista de 9 años.
Delfín es el hermano pequeño de Evita, es despistado, divertido y travieso.
Amalio Morfeo es el padre, electricista y narcoléptico, cualquier sitio es bueno para una cabezadita.
Olvido es la madre, pintora de espíritu hippie y algo despistada.
Remolón es el gato de la familia, algo vago y dormilón.

## Cuentos Interactivos
La super heroína infantil Evita Percances / Super Abby tiene una serie de cuentos educativos e interactivos para tabletas y teléfonos inteligentes. La colección inicialmente lanzada por PlayTales comienza con dos de sus divertidas aventuras con las que los más pequeños disfrutan de sus hazañas y aprenden sus enseñanzas. Con “Evita Percances Vs Las Bacterias Bucales” y “Evita Percances Vs el Quiosco Encantado” los niños aprenden la importancia de la higiene dental y de llevar una dieta sana y hacer ejercicio para prevenir la obesidad. Los cuentos interactivos de Evita están disponibles en inglés, español, francés, español americano y portugués a través de la librería virtual de PlayTales, en App Store de Apple, en Google Play y Amazon. Está previsto el lanzamiento de las versiones en chino, alemán, italiano y japonés.